# Aporophyla
Aporophyla – rodzaj motyli z rodziny sówkowatych i podrodziny Xyleninae. Obejmuje siedem gatunków:
- Aporophyla australis (Boisduval, 1829)
- Aporophyla canescens (Duponchel, 1826)
- Aporophyla chioleuca (Herrich-Schäeffer, [1850])
- Aporophyla dipsalea Wiltshire, 1941
- Aporophyla lueneburgensis (Freyer, 1848)
- Aporophyla lutulenta (Denis et Schiffermüller, 1775)
- Aporophyla nigra (Haworth, 1809)

W Polsce występują 3 gatunki: A. nigra, A. lutulenta i A. lueneburgensis.